# 基利馬帕爾基山
17°47′25″S 69°5′24″W / 17.79028°S 69.09000°W
基利馬帕爾基山（K'illima Parki），是玻利維亞的山峰，位於該國西部拉巴斯省的帕卡赫斯省，處於孔多里里山西南面，屬於安第斯山脈的一部分，海拔高度4,979米。